# Xavier Debernis
Xavier Debernis, né le 20 avril 1968, est un patineur artistique français de danse sur glace, double médaillé de bronze aux championnats de France de 1990 et 1991 avec sa partenaire Isabelle Sarech.

## Biographie

### Carrière sportive
Xavier Debernis s'entraîne à Lyon avec sa partenaire Isabelle Sarech. Ils participent à quatre championnats de France et remportent deux fois la médaille de bronze en 1990 à Bordeaux et 1991 à Dijon.
Ils représentent la France à deux mondiaux seniors (1990 à Halifax et 1991 à Munich). Ils participent également à un Skate America (en 1990 à Buffalo), deux Trophées de France (en 1989 et 1991 à Paris), et une Coupe d'Allemagne (en 1990 à Gelsenkirchen).
Ils n'ont jamais été sélectionnés par la fédération française des sports de glace pour participer aux mondiaux juniors, aux championnats européens et aux Jeux olympiques d'hiver.
Ils arrêtent les compétitions sportives après les championnats nationaux de 1992.

### Reconversion
Xavier Debernis a étudié à l'Institut national du sport, de l'expertise et de la performance (INSEP).
Il habite actuellement à Villard-de-Lans en Isère. Il est directeur de la publication  de Patinage Magazine.

## Palmarès
| Compétition             | 1988    | 1989    | 1990    | 1991    | 1992    |  |  |  |  |  |  |  |  |  |
| Jeux olympiques d'hiver |         |         |         |         |         |  |  |  |  |  |  |  |  |  |
| Championnats du monde   |         |         | 12e     | 14e     |         |  |  |  |  |  |  |  |  |  |
| Championnats d’Europe   |         |         |         |         |         |  |  |  |  |  |  |  |  |  |
| Championnats de France  | 5e      | F       | 3e      | 3e      | 4e      |  |  |  |  |  |  |  |  |  |
|                         |         |         |         |         |         |  |  |  |  |  |  |  |  |  |
| Autres compétitions     | 1987/88 | 1988/89 | 1989/90 | 1990/91 | 1991/92 |  |  |  |  |  |  |  |  |  |
| Skate America           |         |         |         | 2e      |         |  |  |  |  |  |  |  |  |  |
| Trophée de France       |         |         | 6e      |         | 8e      |  |  |  |  |  |  |  |  |  |
| Coupe d'Allemagne       | 7e      |         |         | 4e      |         |  |  |  |  |  |  |  |  |  |
| Légende : F = Forfait   |         |         |         |         |         |  |  |  |  |  |  |  |  |  |